# ذا باور أوف ون
ذا پاور أوف ون (بالإنجليزية: The Power of One)‏، هي فيلم سينمائي أمريكي من نوع دراما، وهي مقتبسة من كتاب ذا پاور أوف ون للمؤلف برايس كورتيناي، أنتجت سنة 1992م، والتي نشرها شركة وارنر برذرز الأمريكية، وتتحدث القصة عن الفترة العنصرية الـمظلمة التي أجتاحت جنوب أفريقيا لنظام مايعرف ابارتيد، وتتحدث عن شخصية شاب بريطاني من مواليد 1930م في جنوب أفريقيا، والذي رباهم الأسرة الأفريقية، حيث يواجه البطل نظام الفصل العنصري من عمليات القتل والإبادة التي يتعرض السكان الأصليون في جنوب أفريقيا.

## مصدر
1. ↑  The Power of One Movie Review (1992) | Roger Ebert نسخة محفوظة 10 أكتوبر 2012 على موقع واي باك مشين.

## وصلات خارجية
- ذا باور أوف ون على موقع IMDb (الإنجليزية)
- ذا باور أوف ون على موقع ميتاكريتيك (الإنجليزية)
- ذا باور أوف ون على موقع روتن توميتوز (الإنجليزية)
- ذا باور أوف ون على موقع نتفليكس (الإنجليزية)
- ذا باور أوف ون على موقع ألو سيني (الفرنسية)
- ذا باور أوف ون على موقع Turner Classic Movies (الإنجليزية)
- ذا باور أوف ون على موقع أول موفي (الإنجليزية)
- ذا باور أوف ون على موقع بوكس أوفيس موجو (الإنجليزية)
- ذا باور أوف ون على موقع فيلمافينيتي (الإسبانية)
- ذا باور أوف ون على موقع قاعدة بيانات الأفلام السويدية (السويدية)
- The Power of One at Rotten Tomatoes